# Georges Trombert
Georges Trombert (n. 10 august 1874, Geneva, Geneva, Elveția – d. 27 februarie 1949, Lyon, Rhône⁠(d), Franța) a fost un scrimer francez, medaliat olimpic. A participat la o ediție a Jocurilor Olimpice (1920) în care a câștigat două medalii de argint și o medalie de bronz.